# Predigtstuhl (Beierse Woud)

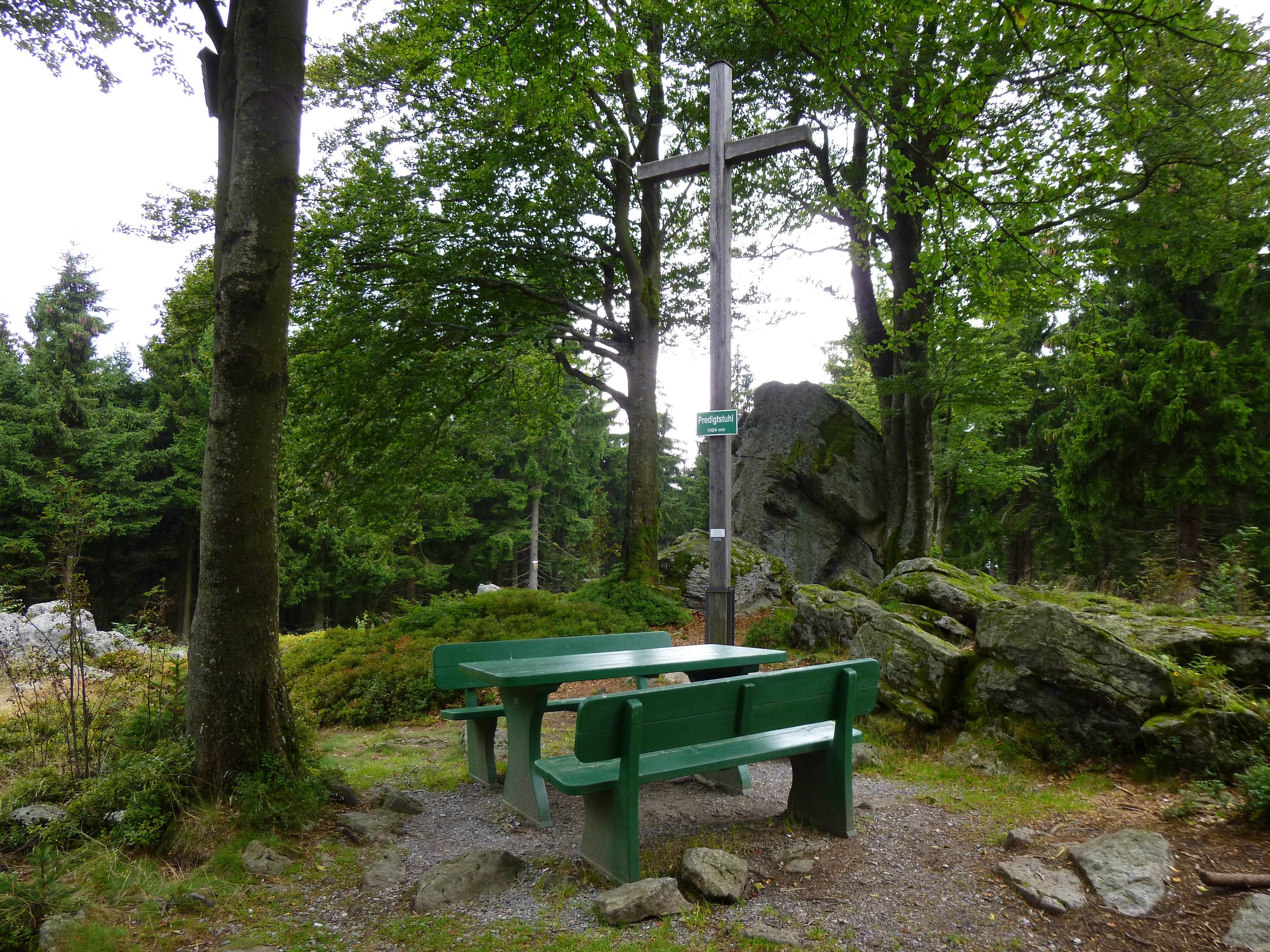
De top van de Predigtstuhl

De Predigtstuhl (oud Duits woord voor preekstoel, kansel) is een 1024 meter hoge berg in de Duitse deelstaat Beieren, district Straubing-Bogen. De berg maakt deel uit van het Beierse Woud en ligt tussen de Pröller en de Hirschenstein boven het dal van de Donau met Bogen. De top is goed te bewandelen vanuit Sankt Englmar of Kollnburg. De Wandelroute E8 loopt over de top. In de winter kan er vanuit Sankt Englmar worden geskied.